# Зала (Терни)
Зала је насеље у Италији у округу Терни, региону Умбрија.
Према процени из 2011. у насељу је живело 45 становника. Насеље се налази на надморској висини од 305 м.